# Pierre Dac
Pierre Dac (Châlons-sur-Marne, 1893- París, 1975) fou un humorista i actor francès.

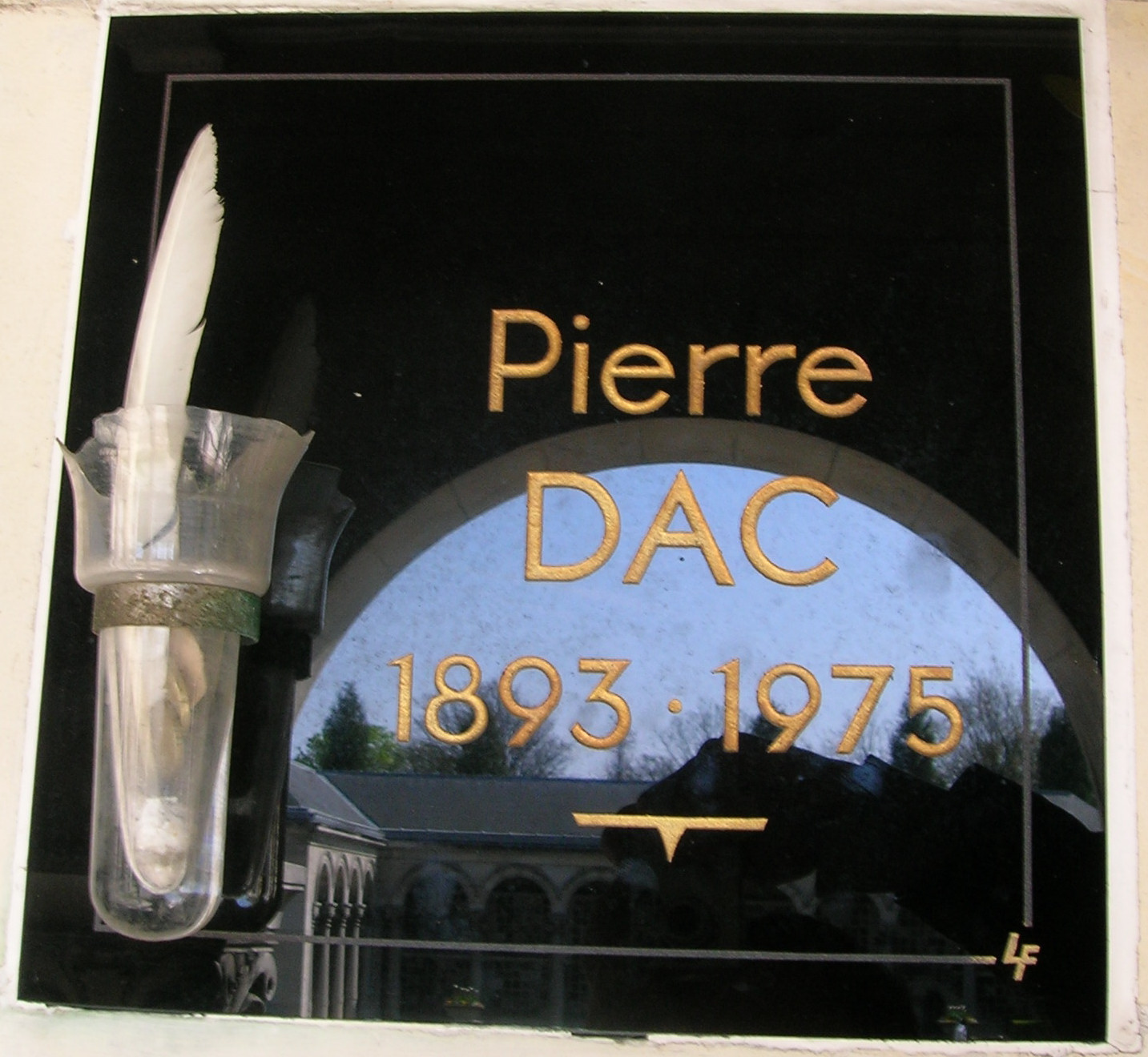
La tomba de Pierre Dac al cementiri Père-Lachaise

Durant la Segona Guerra Mundial va ser una figura de la resistència francesa que intentà dues vegades de refugiar-se a Londres, sense èxit. Capturat durant els seus intents va ser empresonat primer a Barcelona (Presó Model), després a Perpinyà, el 6 de març 1942. Finalment va aconseguir el seu propòsit i va esdevenir l'humorista de l'emissió de ràdio Londres: "Les Français parlent aux français".
El 1951 va formar un duo còmic amb Francis Blanche, tots dos productors del famós Sâr Rabindranath Duval. Per la seva tendència als jocs de paraules i a l'absurd, va ser anomenat "Rei dels bojos". Fou l'inventor del "Shmilblik", que segons ell "No serveix de res i doncs pot servir a tot". Més tard aquesta paraula fou represa per Coluche que en feu un dels seus espectacles més coneguts.